# Przyjaciele z kasą
Przyjaciele z kasą (ang. Friends with Money) – amerykański komediodramat z 2006 roku w reżyserii Nicole Holofcener. Film zaprezentowany został na otwarciu Sundance Film Festival, gdzie przez Rolling Stone został uznany za obraz "ostry i wnikliwy, o ciętym dowcipie".

## Główne role
- Catherine Keener – Christine
- Jennifer Aniston – Olivia
- Joan Cusack – Franny
- Frances McDormand – Jane
- Jason Isaacs – David
- Timm Sharp – Richard
- Greg Germann – Matt
- Hailey Noelle Johnson – Tammy
- Simon McBurney – Aaron
- Jake Cherry – Wyatt
- Bob Stephenson – Marty
- Marin Hinkle – Maya
- Scott Caan – Mike

## Fabuła
Akcja filmu zaczyna się w momencie, gdy Olivia (Jennifer Aniston) porzuca pracę nauczycielki i zaczyna utrzymywać się ze sprzątania domów. Jej głównym celem jest dokończenie poszukiwań przyzwoitego kandydata na męża. Kobieta ma jednak trzy przyjaciółki, których życie na przemian ukazywane jest w następnych scenach filmu. Jane (Frances McDormand) jest odnoszącą sukcesy projektantką, ale przez pracę coraz bardziej zaniedbuje swojego męża, Aarona (Simon McBurney). Christine (Catherine Keener) jest znaną scenarzystką, ale jej życiowy partner Patrick (Jason Isaacs) z każdym dniem staje się coraz bardziej zrzędliwy. Franny (Joan Cusack) i Matt (Bob Stephenson) są niewiarygodnie bogaci, ale sprawia to, że cały czas oddalają się od znajomych i czują się wyalienowani.